# Vnesjekonombank
Vnesjekonombank (VEB), ryska: Внешэкономбанк (ВЭБ), är en rysk multinationell bankkoncern och finansinstitut som har närvaro på fyra kontinenter (Afrika, Asien, Europa och Nordamerika) och ägs helt av den ryska staten. Banken används främst inom investeringar och utlåtande av krediter och lånegarantier i syfte för att öka den ekonomiska tillväxten i Ryssland.
Banken har sitt ursprung från Ruskombank som bildades 18 augusti 1922 och leddes av den svenska bankiren Olof Aschberg. Den 7 april 1924 blev den Vnesjtorgbank SSSR och 1988 fick banken sin nuvarande skepnad.
För 30 juni 2015 hade VEB tillgångar på cirka 3,86 biljoner RUB och en personalstyrka på 18 026 anställda. Deras huvudkontor ligger i Moskva och koncernens styrelseordförande är Rysslands premiärminister Dmitrij Medvedev.